# Peque (Antioquia)
Pour les articles homonymes, voir Peque.
Peque est une municipalité de Colombie, situé dans la région occidentale du département d'Antioquia. Limitée au nord par la municipalité d'Ituango, à l'est avec les municipalités de Toledo et Sabanalarga, au sud avec la municipalité de Buriticá et à l'ouest avec les municipalités de Cañasgordas et Dabeiba. Peque est à une distance de 227 kilomètres de la ville de Medellín, capitale du département d'Antioquia. La municipalité à une surface de 392 kilomètres carrés.

## Généralités
- Fondation : le 3 janvier 1868
- Municipalité par ordonnance du 13 mars 1915
- Fondateur : Don Gaspar de Rodas
- Appellation : “Verdadera Capital de la Montaña” (La Véritable Capitale de la Montagne).

## Économie
- Agriculture: Café
- Élevage
- Exploitations minières
- Bois
- Commerces très actifs.

## Fêtes
- Olympiades Paysannes en octobre
- Fêtes de la Virgen del Carmen le 16 juillet
- Fêtes du Haricot et de la Récolte

## Sites d’intérêts
- Parc national naturel Paramillo, appelé "La Fábrica del Agua" (La Fabrique de l'Eau).
- Cascade de La Llorona (Los Llanos)
- Salto de la Escopeta, rivière Cauca
- Les bains thermaux
- Marais de Santa Águeda
- Zone archéologique
- Église de Santo Domingo de Guzmán